# 舍梅舍伊卡
舍梅舍伊卡（羅馬化：Shemysheyka）是俄罗斯奔萨州的市级镇、舍梅舍伊卡区行政中心及规模最大聚居地，地处奔萨州东南部，位于伏尔加河流域内苏拉河一支流乌扎河（Уза）畔，在州府奔萨东南方。
该地2022年人口有6,360人；2010年人口6,512；2002年人口6,708；1989年人口6,806。